# William
William, även stavat Viljam, är den engelska varianten av det tyska namnet Wilhelm. Namnet är sammansatt av orden vilja och hjälm. Under senare år har denna variant av namnet blivit vanligare än den tidigare vanligaste tyska namnformen Vilhelm. William har dock använts i Sverige sedan 1675. Bland de pojkar som föddes 2011 var William det allra vanligaste namnet.
Det finns 34 793 män och 34 kvinnor som bär namnet William i Sverige, varav 18 228 män och 3 kvinnor har namnet William som tilltalsnamn, enligt Statistiska centralbyrån (31 december 2010).
Namnsdag: 6 april i Sverige. I den finlandssvenska namnsdagslängden har William namnsdag 6 april sedan 1989. 1989–1994 med stavningen Viljam.

## Kortformer
- Bill (engelska)
- Billy (engelska)
- Will
- Wille
- Willy
- Willie
- Willi
- Ville
- Liam

## Kända personer som heter William
- Prins William, prins av Wales
- William Anders, amerikansk astronaut
- William Björneman, svensk friidrottare, OS-guld 1920
- William Blake, brittisk författare, mystiker, konstnär
- William Booth, brittisk predikant, affärsman och grundare av Frälsningsarmén
- William Bragg, brittisk fysiker, mottagare av Nobelpriset i fysik 1915
- William Byrd, engelsk tonsättare
- William Chalmers, grundare av den industriskola som sedermera blev Chalmers tekniska högskola
- William Jefferson Clinton, (Bill Clinton), amerikansk jurist och politiker, president 1993–2001
- William S. Cowherd, amerikansk politiker
- William Crafoord, svensk musiker
- William Faulkner, amerikansk författare, mottagare av Nobelpriset i litteratur 1949
- William M. Fenton, amerikansk politiker
- William Henry Gates III, Bill Gates, amerikansk företagare och entreprenör
- William S. Gilbert, engelsk librettist
- William Ewart Gladstone, brittisk politiker, premiärminister 1868–1874, 1880–1885, 1886 samt 1892–1894
- William Golding, brittisk författare och nobelpristagare 1983
- William Grut, svensk modern femkampare, olympisk guldmedaljör 1948, bragdmedaljör
- William Henry Harrison, amerikansk general, president 1841
- William Harvey, engelsk medicinare, upptäckare av blodomloppet
- William Heinesen, färöisk författare
- William Hogarth, engelsk målare, karikatyrtecknare
- William Lamb, 2:e viscount Melbourne, brittisk politiker, premiärminister 1834 och 1835–1841
- William P. Lambertson, amerikansk politiker
- William Lind, svensk kapellmästare, dirigent
- William Löfqvist, svensk ishockeymålvakt
- William McKinley, amerikansk advokat och politiker, amerikansk president 1897–1901
- William P. Murphy, amerikansk läkare, mottagare av Nobelpriset i fysiologi eller medicin 1934
- William Nylander, svensk-kanadensisk ishockeyspelare
- William George Perks, (Bill Wyman), brittisk musiker
- William Porter, amerikansk friidrottare
- William Ramsay, brittisk kemist, mottagare av Nobelpriset i kemi 1904
- William P. Rogers, amerikansk politiker, utrikesminister 1969–1973
- William Schley, amerikansk politiker
- William Shakespeare, engelsk författare och dramatiker
- William of Sens, Vilhelm av Sens, fransk murmästare
- William Seymer, svensk tonsättare
- William Spetz, svensk skådespelare
- William L. Shirer, brittisk journalist och historiker
- William Tecumseh Sherman, amerikansk general
- William Howard Taft, amerikansk advokat och politiker, president 1909–1913
- William Tanui, kenyansk f.d. friidrottare
- William Thoresson, svensk gymnast, olympisk guldmedaljör 1952, OS-silver 1956
- William Turner, brittisk konstnär
- Will.i.am, amerikansk artist
- William Vickrey, amerikansk ekonom, mottagare av Sveriges Riksbanks pris i ekonomisk vetenskap till Alfred Nobels minne 1996
- William Wallace, skotsk riddare och nationalhjälte, Skottlands regent 1297–1298
- William Walton, brittisk kompositör
- William H. Wickham, amerikansk politiker, New Yorks borgmästare 1875–1876
- William Wordsworth, brittisk poet
- William Butler Yeats, irländsk författare, mottagare av Nobelpriset i litteratur 1923